# Severino Cunha Primo
Severino Cunha Primo (Areia - ? ) foi um político brasileiro.
Casado com Maria Barbosa da Cunha construiu uma família constituída por três filhos: Amaury Barbosa da Cunha, Almir Barbosa da Cunha e Ademir Barbosa da Cunha.
Chegou em Paulista como um simples operário, entrando na política, e logo se elegeu prefeito. Foi cassado na época da ditadura junto com Miguel Arraes.
Cumpriu também um mandato de Deputado Estadual.